# Giovanni Marinelli
Giovanni Marinelli (Adria, Véneto, 18 de octubre de 1879 - 11 de enero de 1944) fue un líder político fascista italiano.

## Biografía
Hombre adinerado, contribuyó al éxito fascista financiando la Marcha sobre Roma, pese a haber tenido ideas anarquistas en un principio. Secretario del Partido Nacional Fascista, creó la Ceka, una policía secreta basada en el modelo de la Cheka soviética. La Ceka pronto se convertiría en una escuadra terrorista, responsable del asesinato de Giacomo Matteotti, un destacado miembro de la oposición al régimen fascista.
Juzgado e investigado por el secuestro (que no por el asesinato), Marinelli fue defendido por Roberto Farinacci y recibió una condena muy leve. Su estrecha amistad con Benito Mussolini aseguró que no la cumpliera en su totalidad. Permaneció fuera de la escena política durante la mayor parte de las dos décadas que duró el régimen, y parece haber estado envuelto en la oposición interna a Mussolini (también dentro del partido).
Como miembro del Gran Consejo Fascista, el 25 de julio de 1943 se unió al golpe de Estado preparado por Dino Grandi contra Mussolini. Cuando los nazis ayudaron a Mussolini a restablecer su dominio en el norte de Italia, como líder de la República Social Italiana, Marinelli fue condenado por traición durante el Proceso de Verona y ejecutado por fusilamiento el 11 de enero de 1944, junto al antiguo Ministro del Exterior, Galeazzo Ciano y el mariscal Emilio de Bono, entre otros.